# Óscar Díaz (ur. 1972)
Óscar Díaz Asprilla (ur. 6 czerwca 1972 w Riofrío) – kolumbijski piłkarz występujący na pozycji pomocnika.

## Kariera klubowa
Díaz zawodową karierę rozpoczynał w 1993 roku w zespole Deportivo Pereira. W 1997 roku odszedł do Once Caldas. W 1998 roku wywalczył z nim wicemistrzostwo Kolumbii. W 1999 roku trafił do ekipy Cortuluá. W trakcie sezonu 2002 przeszedł do zespołu Millonarios, gdzie grał do końca tamtego sezonu.
W 2003 roku Díaz trafił do Deportivo Cali. W połowie sezonu 2004 odszedł do ekwadorskiego Deportivo Quito. W 2005 roku wrócił jednak do Deportivo Cali. W tym samym roku zdobył z nim mistrzostwo Kolumbii. W 2006 roku został graczem klubu Deportes Quindío, a w 2007 roku przeszedł do ekipy Boyacá Chicó. W 2008 roku zdobył z nią mistrzostwo fazy Apertura.
W tym samym roku odszedł do drużyny Patriotas. W 2009 roku trafił do drużyny Cortuluá, z którą w tym samym roku awansował z Categoría Primera B do Categoría Primera A.

## Kariera reprezentacyjna
W reprezentacji Kolumbii Díaz zadebiutował w 2001 roku. W tym samym roku został powołany do kadry na 
Copa América. Na tamtym turnieju, wygranym przez Kolumbię, zagrał tylko w meczu z Peru (3:0).
W 2003 roku wziął udział w Pucharze Konfederacji. Wystąpił na nim w tylko w pojedynku z Japonią (1:0). Na tamtym turnieju Kolumbia zajęła 4. miejsce.
W 2004 roku Díaz znalazł się w zespole na Copa América. Na tamtym turnieju, zakończonym przez Kolumbię na 4. miejscu, zagrał w meczach z Wenezuelą (1:0), Boliwią (1:0), Peru (2:2), Argentyną (0:3) i Urugwajem (1:2).
W latach 2001–2005 w drużynie narodowej rozegrał w sumie 16 spotkań i zdobył 1 bramkę.